# Yves Bergeron (écologue forestier)
Pour les articles homonymes, voir Yves Bergeron (homonymie) et Bergeron.
Yves Bergeron est un écologue forestier né le 7 juin 1956, à Montréal. Il est professeur à l'Université du Québec en Abitibi-Témiscamingue et à l'Université du Québec à Montréal. 

## Biographie
Il réalise une thèse de doctorat (1983), à l'Université de Montréal, sur les forêts de l’Abitibi-Témiscamingue, sous la direction d'André Bouchard, écologue et environnementaliste. Yves Bergeron obtient un premier postdoctorat en écologie du feu à l'Université de Calgary (1990), et un deuxième en dendrochronologie à l'Université Laval (1984). D'abord chercheur au Centre de recherches écologiques de l'Université de Montréal, il devient professeur à l'UQAM en 1985 au sein du Département de sciences biologiques. Tout en demeurant à l'UQAM, il se joint l’Université du Québec en Abitibi-Témiscamingue en 1996. Il est aujourd'hui professeur dans les deux universités. Depuis1998, il est titulaire de la Chaire industrielle CRSNG-UQAT-UQAM en aménagement forestier durable, et depuis 2013, il est titulaire de la Chaire de recherche du Canada en écologie et en aménagement forestier durable. Il est membre du Centre d'étude de la forêt. 

## Travaux de recherche
« Ce qui m’intéressait, c’était les forêts naturelles, mais j’ai vite été confronté au fait que celles-ci étaient aménagées pour l’exploitation forestière. C’est là que j’ai vu tout l’intérêt de lier écologie et foresterie », de témoigner le chercheur. Spécialiste de la dynamique des écosystèmes forestiers, il s'est, entre autres, intéressé à l'impact des feux sur leur évolution. En aménagement forestier, on pensait que les coupes de bois pouvait agir comme des feux "naturels", mais dans ces travaux, le chercheur a constaté que la fréquence des coupes dépassait de beaucoup celle des incendies naturelles. La forêt était donc rajeunit rapidement, faisant disparaitre les forêts anciennes, et cela avant même qu'on ait pu en tirer toutes les leçons. Pour Yves Bergeron, l'avenir d'une forêt durable se joue dans les bonnes relations entre les chercheurs, le gouvernement et les exploitants forestiers.  
L'un de ses terrains d'étude d'Yves Bergeron se situe au nord de l'Abitibi, un territoire de 8 000 hectares de forêt vierge. Sous son impulsion, entre autres, le territoire est devenu  la Forêt d'enseignement et de recherche du lac Duparquet.   
Expert des forêts boréales, Yves Bergeron a mis en place de nombreuses collaborations internationales qui ont mené, entre autres, à la création du Laboratoire international associé (France-Québec) sur les forêts montagnardes et boréales en 2012. La Suède et la Russie se joignent au laboratoire en 2015, qui devient alors Groupe de recherche international sur les forêts froides (GDRI-Forêts froides). Puis, la Norvège et la Chine vont s'y associer. Aujourd'hui, le groupe est connu sous le nom de Réseau de Recherche International Forêts froides. « Le milieu circumboréal est très similaire d’un pays à l’autre. Je l’ai constaté dans le nord de la Chine, dans des forêts où l’on retrouve des arbres de genres similaires à ceux qui existent au Québec, comme des érables, des chênes et des tilleuls. Je m’y sentais un peu chez nous », de dire le chercheur.   

## Prix et distinctions
- 1999 : Prix Acfas Michel-Jurdant, sciences de l'environnement
- 2007 : Prix Marie-Victorin, prix scientifique des Prix du Québec destiné aux sciences naturelles et génie
- 2010 : Membre de la Société royale du Canada.
- 2014 : Médaille Miroslav Romanowski de l’Académie des sciences de la Société royale du Canada.
- 2019 : Prix Acfas Adrien-Pouliot, coopération scientifique avec la France[7]
- 2019 : Prix d'excellence du partenariat de l'Université du Québec
- 2024 : Chevalier de l'Ordre national du Québec[9]

## Publications
- Peh, K.S-H, Corlett, R.T., Bergeron, Y. (2015) Routledge Handbook of Forest Ecology. Routledge.
- Gauthier, S., Vaillancourt, M.-A., Leduc, A., De Grandpre, L., Kneeshaw, D.D., Morin, H., Drapeau, P., Bergeron, Y. (2009) Ecosystem Management in the Boreal Forest. Presses de l'Université du Québec, Québec, QC, Canada.
- Bergeron, Y., Charron, D. (2010) Dendrochronologie appliquée à l’aménagement forestier écosystémique:    le cas de la forêt du lac Duparquet, Québec. (Chap. 16) In La dendroécologie: Principes, méthodes et applications. (Payette, S. and Filion, L., Eds.) Presses de l'Université Laval, pages 467-484.
- Sous la direction de Sylvie Gauthier , Marie-Andrée Vaillancourt , Alain Leduc , Louis De Grandpré , Daniel Kneeshaw , Hubert Morin , Pierre Drapeau et Yves Bergeron. Aménagement forestier écosystémique en forêt boréale : Pour une foresterie qui s’éduque de la dynamique naturelle de la forêt. PUQ, 2008